# Tonino Cagnucci
Tonino Cagnucci é um jornalista esportivo e escritor italiano. 
Formado em Letras e Filosofia pela Universidade de Roma "La Sapienza", desde 1990 colaborou com vários jornais, escrevendo não só sobre esporte mas também sobre cinema e teatro. É chefe de redação de Il Romanista, o único jornal diário dedicado a um time de futebol, desde a fundação, no dia 10 de Setembro de 2004. Anteriormente, trabalhou por 5 anos na agência de notícias Chilometri/Dire. Em 2006 foi enviado à Berlim como correspondente para cobrir a Copa do Mundo. Trabalhou como comentarista na rádio Rete Sport e, em Agosto de 2013, passou a apresentar o programa de rádio "La Domenica del Romanista".
Em 2009, lançou "Daniele de Rossi. Il Mare di Roma" ,o primeiro livro dedicado a Daniele De Rossi. O jogador da Roma participou do lançamento do livro no Teatro dell'Angelo, no dia 17 de dezembro de 2009. Em 2010, Cagnucci publicou "Francesco. Totti dai pollici al cuore" ,relato intimista sobre o maior jogador da história da Roma que, entre outras coisas, narra a volta de Francesco Totti como torcedor à Curva Sud do Estádio Olímpico no dia 12 de abril de 2006. Em 2013, escreveu "Il Grifone Fragile. Fabrizio Di André: storia di un tifoso del Genoa" , livro que mostra um lado desconhecido do grande compositor italiano Fabrizio De André, como torcedor do Gênova, com depoimentos de Paolo Villaggio e da viúva, Dori Ghezzi, entre outros. No livro foram publicadas pela primeira vez imagens dos diários íntimos de De André, que estão guardados na Universidade de Siena: da cartinha de Natal pedindo o uniforme do Gênova  às formações dos times com os nomes dos jogadores escritas no verso da letra de "Domenica delle Salme". Lançado em 8 de maio de 2013, o livro foi apresentado pelo autor em programas de TV da RAI e da Sky, "Il Grifone Fragile" foi oficialmente apresentado no Estádio Luigi Ferraris, em Gênova, em 26 de setembro de 2013 , com a presença dos torcedores do Gênova que fizeram a história da Gratinata Nord. 
No dia 18 de Março de 2014, o capitão da Roma, Francesco Totti, concedeu uma entrevista exclusiva, na qual falou de seu desejo de participar da Copa do Mundo no Brasil.
No dia 30 de Maio de 2014 lançou o livro "55 Secondi - Trenta maggio 1984", escrito a quatro mãos com Paolo Castellani, sobre a final da Taça dos Campeões Europeus, entre Roma e Liverpool, disputada no Estádio Olímpico em Roma há 30 anos. A derrota marcou o fim da 'Era Liedholm' e da Roma de Paulo Roberto Falcão. O livro também presta uma homenagem a Agostino Di Bartolomei, capitão daquele time, que se suicidou na mesma data, dez anos depois da derrota.   
Foi escolhido pela AS Roma, juntamente com Massimo Fabbricini, Ruggiero Palombo, Andrea Purgatori e Carlo Verdone, para formar a comissão que escolheu os 20 candidatos para a edição de 2014 do Hall da Fama da Roma. 
No dia 27 de Agosto de 2014 estreou como comentarista fixo da Roma Radio, a emissora oficial da A.S. Roma. Desde o começo da temporada 2014-2015 colabora no Match Program da AS Roma com a coluna "Cogito Ergo Sud" e no site oficial.  
O começo da temporada 2015-2016, marcou sua volta ao totalmente reformulado programa "La Domenica del Romanista", agora transmitido pela Roma Rádio. Tonino Cagnucci comanda, junto com os companheiros dos tempos de Il Romanista, Daniele Giannini, Daniele Galli e Luca Pelosi, um programa que é, acima de tudo, uma viagem pela história da Roma e sobre o significado de ser romanista. 
No dia 26 de Novembro de 2015, lançou seu 5º livro, "Le 100 partite che hanno fatto la storia della AS Roma", escrito em parceria com Massimo Izzi.  

## Livros publicados
- Daniele de Rossi. Il mare di Roma (Limina, 2009)

- Francesco. Totti dai pollici al cuore (Limina, 2010)

- Il Grifone fragile. Fabrizio De André: storia di un tifoso del Genoa (Tea-Limina, 2013)

- 55 secondi - Trenta maggio 1984 - Tonino Cagnucci & Paolo Castellani (Pagine, 2014)

- Le 100 partite che hanno fatto la storia della AS Roma - Tonino Cagnucci & Massimo Izzi (Newton Compton, 2015)